# Leena Alam

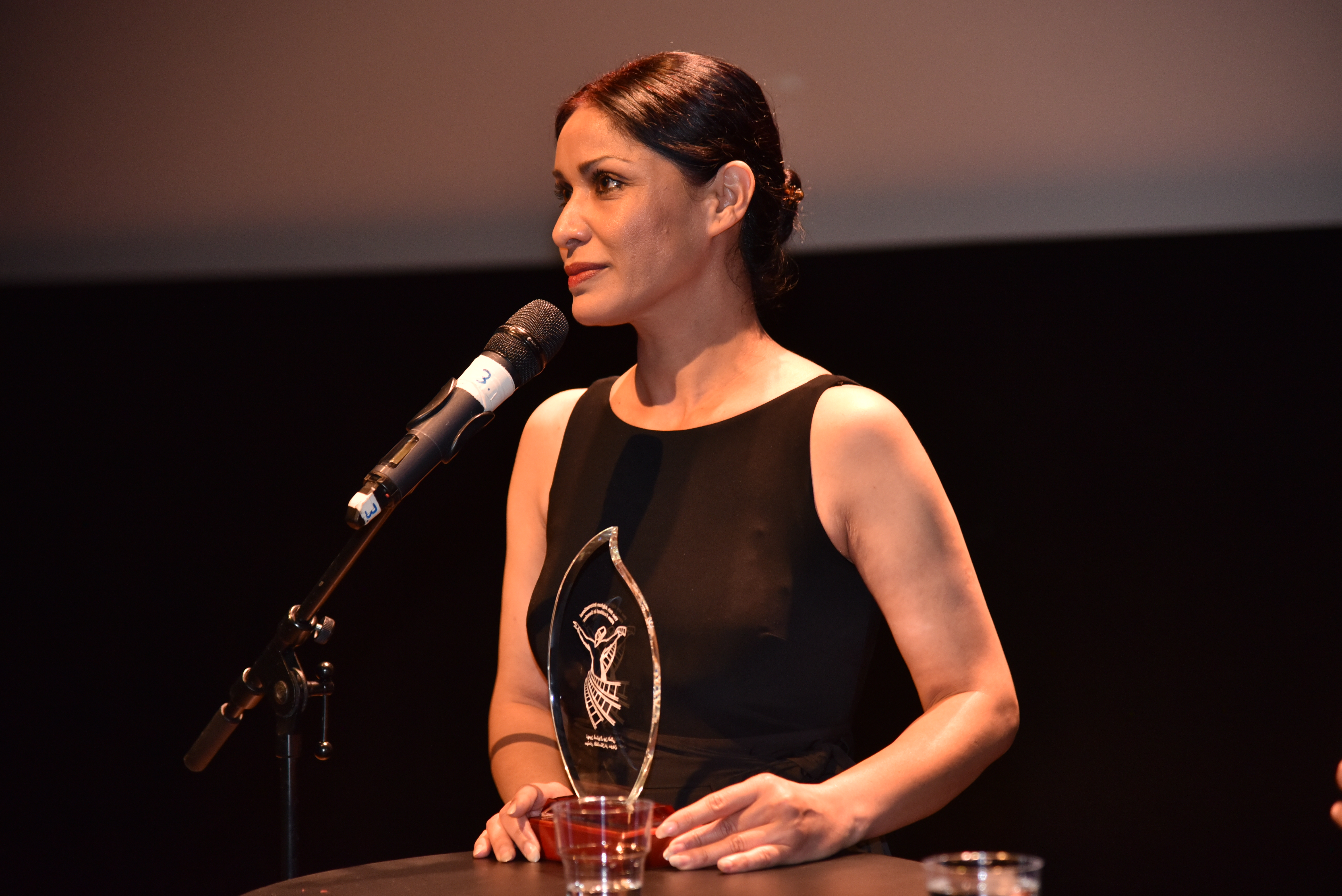
Leena Alam 2016 beim Sama International Film Festival in Schweden

Leena Alam (geboren 1978 in Kabul, Afghanistan) ist eine afghanische Film-, Fernseh- und Theaterschauspielerin sowie Menschenrechtlerin.

## Karriere

### Schauspielerin
Alam wanderte mit ihrer Familie 1989 in die USA aus und begann ihre Karriere in den frühen 1990er Jahren als Model und Tänzerin. In den späten 1990er Jahren wirkte sie in ersten Filmen mit, wie Promise of Love, in dem sie eine traumatisierte Afghanin verkörpert, und In Foreign Land, in dem sie eine indische Studentin in den USA spielt. 2007 kehrte sie nach Afghanistan zurück und drehte dort das afghanisch-französische Drama Kabul Kid sowie 2013 den iranisch-afghanischen Film Soil and Coral. Im selben Jahr erhielt sie eine der Hauptrollen in der TV-Serie Kocha-e ma – Our Street. 2017 bekam sie eine Rolle in dem afghanisch-kanadischen Drama Black Kite, das 2017 beim International Film Festival in Toronto in der Rubrik Contemporary World Cinema gezeigt wurde.
Alam wurde international bekannt, mit ihrer Hauptrolle in dem tabubrechenden afghanischen Fernsehdrama Shereen. Shereen war die erste afghanische Produktion dieser Art, die 2015 bis 2016 im afghanischen Fernsehen ausgestrahlt wurde. Darin kämpft die Hauptdarstellerin als Beamtin bei Gericht unter anderem gegen Zwangsehe, Gewalt gegen Frauen und Korruption. Die Serie wurde bei den Seoul International Drama Awards 2016 als bestes Miniserien-Drama und Leena Alam als beste Schauspielerin nominiert. 2017 spielte sie die Hauptrolle in dem afghanischen Drama A Letter to the President (نامه‌ای به رییس‌جمهور, Namai ba rahis gomhor) von Roya Sadat, das als afghanischer Beitrag zur Oscarverleihung 2018 für den besten fremdsprachigen Film eingereicht, aber nicht nominiert wurde. Der Film wurde beim Sinema Zetu International Film Festival in den Kategorien Bester Schauspieler, Beste Schauspielerin, Bester Regisseur und Bestes Drehbuch nominiert. Alam wurde für ihre Rolle in diesem Film als beste Schauspielerin ausgezeichnet. 2018 spielte sie bei den 68. Bad Hersfelder Festspielen die Solveig in Peer Gynt.
Alam war bei folgenden Festivals in der Jury vertreten:
- 2014 Nationaltheater Festival Afghanistan
- 2014 und 2015 Negah-e-No Film Festival
- 2015 Afghanistan Human Right Film Festival
- 2016 Sama International Film Festival in Stockholm
- 2017 Adelaide Film Festival Australien
- 2020 und 2021 ImagineIndia International Film Festival in Madrid

### Menschenrechtlerin
Seit 2009 ist Alam Friedensbotschafterin der Unterstützungsmission der Vereinten Nationen in Afghanistan (UNAMA).
Am 19. März 2015 wurde in Kabul Farkhunda Malikzada, eine afghanische Frau, der vorgeworfen wurde, einen Koran verbrannt zu haben, in den Straßen von Kabul von einem aufgebrachten Mob getötet. Am 23. März protestierten Hunderte von Frauen gegen den Angriff und den Mord und forderten die strafrechtliche Verfolgung der Verantwortlichen. Am 24. März protestierten bereits Tausende Menschen vor dem afghanischen Justizministerium in Kabul. Am 27. April stellten Leena Alam und weitere afghanische Schauspieler den Angriff während einer weiteren Protestaktion in Kabul nach, was von afghanischen, aber auch internationalen Beobachtern und Medien als beispielloser Fall einer öffentlichen Theateraufführung zum Gedenken an den Mord an einer Frau bezeichnet wurde.

## Auszeichnungen
- 2008 Beste Schauspielerin, Kabul International Film Festival
- 2009 Beste Schauspielerin, Tolo Film Festival
- 2013 Beste Schauspielerin, Afghanistan Human Rights Film Festival
- 2014 Beste Schauspielerin, Negah-e-No Film Festival
- 2014 Ehrenpreis des Herat, International Womens Film Festival
- 2015 Beste Schauspielerin, Negah-e-No Film Festival
- 2015 Beste Schauspielerin, Mehrgan International Film Festival
- 2015 Beste Schauspielerin, Herat-International Womens Film Festival
- 2016 Nominierung als Beste Hauptdarstellerin, Seoul International Drama Awards
- 2017 Ehrenpreis des Sama International Film Festival in Stockholm für ihren Beitrag zum afghanischen Kino
- 2018 Nominierung als Beste Schauspielerin, Malaysia International Film Festival
- 2019 Beste Schauspielerin, Sinema Zetu International Film Festival in Tansania
- 2020 Beste Schauspielerin, Lajward National Film Festival